# Сан-Фелипе-Орисатлан
Сан-Фелипе-Орисатлан (исп. San Felipe Orizatlán)  —   муниципалитет в Мексике, входит в штат Идальго. Население — 38 472 человека (на 2005 год).

## История
Город основан в 1870 году.